# Conophyma herbaceum
Conophyma herbaceum är en insektsart som beskrevs av Leo L. Mishchenko 1951. Conophyma herbaceum ingår i släktet Conophyma och familjen Dericorythidae. Inga underarter finns listade i Catalogue of Life.